# Émilienne Rochecouste
Marie Louise Émilienne Rochecouste (20 septembre 1892 - 28 février 1979) est une femme politique mauricienne.

## Biographie
Lors des élections législatives mauriciennes de 1948 elle est la seule femme candidate, lors d'un scrutin où 15 000 électrices seulement sont enregistrées. C'est le premier scrutin du pays lors duquel les femmes peuvent voter. Elle se présente dans le district de Plaines Wilhems - Rivière Noire et avec 9329 voix arrive en deuxième position derrière Jules Koenig. Elle est ainsi élue au conseil législatif.
Elle se présente à nouveau lors des élections législatives mauriciennes de 1953 mais n'est pas reconduite.

## Distinction
Lors des honneurs de l'anniversaire de la Reine de 1958 (en), elle est faite officier de l'Empire britannique.